# Evrei americani
Evreii americani sunt o parte componentă a națiunii americane de origine evreiască, având diferite religii, etnii sau naționalități. Comunitatea evreiască actuală din Statele Unite ale Americii este format în principal din evrei așkenazi, care provin din diaspora evreiască din Europa Centrală și de Est și cuprind aproximativ 90% din evreii americani. Majoritatea evreilor așkenazi americani sunt născuți pe teritoriul SUA, cu un număr tot mai mic al imigranților vechi aflați acum în vârstă, precum și al imigranților mai noi.
În timpul epocii coloniale, înainte de imigrarea în masă a așkenazilor, evreii spanioli și portughezi au reprezentat cea mai mare parte a micii comunități evreiești din America și, chiar dacă descendenții lor reprezintă azi doar o minoritate, formează un element de bază al comunității evreiești actuale, alături de grupurile mai recente ale evreilor sefarzi, evreilor orientali (Mizrahi), ale altor grupuri etnice evreiești, precum și de un grup mai mic de persoane convertite la iudaism. Comunitatea evreiască din America păstrează o gamă largă de tradiții culturale evreiești, caracteristice diverselor etnii și confesiuni religioase.
În funcție de încadrarea etnică și religioasă și de datele statistice care variază, Statele Unite ale Americii are cea mai mare (sau a doua) comunitate evreiască din lume, după cea din statul Israel. În 2012 populația evreiască americană era estimată ca având între 5,5 și 8 milioane de membri, în funcție de definirea termenului „evreu”, reprezentând între 1,7% și 2,6% din populația totală a SUA.

## Istoric
Evreii au fost prezenți în cele treisprezece colonii de la mijlocul secolului al XVII-lea. Cu toate acestea, numărul lor era mic, ajungând aici maxim 200-300 de persoane în jurul anului 1700. Primii sosiți erau în principal imigranți evrei sefarzi sau de origine sefardă vestică (cunoscuți, de asemenea, sub numele de evrei spanioli și portughezi), dar prin 1720 au început să predomine evreii așkenazi din Europa Centrală și de Est.
Emigrația evreiască în Statele Unite ale Americii a crescut dramatic la începutul anilor 1880, ca urmare a persecuției și dificultăți economice întâmpinate în țările din Europa de Est. O mare parte a acestor noi imigranți erau evrei așkenazi vorbitori de idiș, proveniți din comunitățile cele mai sărace din Imperiul Rus și de pe teritoriul actualelor state Polonia, Lituania, Belarus, Ucraina și Moldova. În aceeași perioadă, un mare număr de evrei așkenazi a sosit, de asemenea, din Galiția, care era la acel moment cea mai săracă regiune a Imperiului Austro-Ungar, cu o numeroasă populație evreiască urbană. Mulți evrei au emigrat și din România. Peste 2.000.000 de evrei au debarcat de la sfârșitul secolului al XIX-lea până în 1924, când Legea Imigrației din 1924 a limitat imigrarea. Mulți evrei s-au stabilit în zona metropolitana New York, formând cele mai mari concentrări de populație evreiască. În 1915 tirajul cotidianelor în limba idiș era de jumătate de milion de exemplare numai în New York și de 600.000 de exemplare la nivel național. În plus, mai multe mii de evrei erau abonați la numeroase ziare săptămânale și reviste.

## Cultura evreiască din America

### Serviciile financiare
Evreii au fost implicați în serviciile financiare încă din epoca colonială. Ei au primit dreptul de a comercializa blănuri în coloniile olandeze și suedeze. Guvernatorii britanici le-au respectat aceste drepturi după ce au preluat administrarea coloniilor nord-americane. În timpul Războiului de Independență, Haym Solomon a contribuit la înființarea primei bănci semicentrale din America și i-a oferit sfaturi lui Alexander Hamilton pentru crearea sistemului financiar american.
Evreii americani au jucat un rol major în dezvoltarea serviciilor financiare din America în secolele al XIX-lea, al XX-lea și al XXI-lea, fondând și administrând bănci de investiții și fonduri de investiții. Bancherii evrei germani au început să dețină un rol important în sectorul financiar american în anii 1830, atunci când guvernul și oamenii de afaceri au început să se împrumute tot mai mult pentru a finanța construcția de canale, drumuri și căi ferate și pentru alte activități de dezvoltare. Bărbați ca August Belmont (agentul lui Rothschild la New York și un lider al Partidului Democrat), Filip Speyer, Jacob Schiff (de la Kuhn, Loeb & Company), Joseph Seligman, Philip Lehman (de la Lehman Brothers), Jules Bache și Marcus Goldman (de la Goldman Sachs) sunt reprezentanți de marcă a acestei elite financiare. Așa cum era cazul omologilor neevrei, originea bancherilor, relațiile de afaceri, reputație onestă și capacitatea și dorința de a-și asuma riscuri calculate au fost esențiale pentru a aduna capital din surse diverse. Familiile și firmele pe care le controlau erau unite prin legăturile religioase și sociale, dar și prin căsătoriile mixte. Aceste legături personale au contribuit la întărirea afacerilor. Persoanele cu opinii antisemite i-au considerate adesea pe acești oameni de afaceri, înrudiți între ei, ca actori-cheie într-o cabală evreiască care conspira pentru dominarea lumii.
Începând de la sfârșitul secolului al XX-lea, evreii au jucat un rol major în sectorul fondurilor de investiții, potrivit Zuckerman (2009). Astfel SAC Capital Advisors, Soros Fund Management, Och-Ziff Capital Management, GLG Partners Renaissance Technologies și Elliott Management Corporation sunt mari fonduri de investiții speculative cofinanțate de către evrei. Ei au jucat, de asemenea, un rol esențial în sectorul investițiilor de capital, fondând unele dintre cele mai mari firme din Statele Unite ale Americii, precum Blackstone, Cerberus Capital Management, TPG Capital, BlackRock, Carlyle Group, Warburg Pincus și KKR.

### Istoriografie
- Appel, John J. "Hansen's Third-Generation" Law" and the Origins of the American Jewish Historical Society." Jewish Social Studies (1961): 3–20. in JSTOR
- Butler, Jon. "Jacob Rader Marcus and the Revival of Early American History, 1930–1960."  American Jewish Archives 50#1/2 (1998): 28–39. online
- Fried, Lewis, et al., eds. Handbook of American-Jewish literature: an analytical guide to topics, themes, and sources (Greenwood Press, 1988)
- Gurock, Jeffrey S (2013). „Writing New York's Twentieth Century Jewish History: A Five Borough Journey”. History Compass. 11 (3): 215–226. doi:10.1111/hic3.12033. Mai multe valori specificate pentru |DOI= și |doi= (ajutor)
- Gurock, Jeffrey S. American Jewish orthodoxy in historical perspective (KTAV Publishing House, Inc., 1996)
- Handlin, Oscar. "A Twenty Year Retrospect of American Jewish Historiography." American Jewish Historical Quarterly (1976): 295–309. in JSTOR
- Kaufman, David. Shul with a Pool: The" synagogue-center" in American Jewish History (University Press of New England, 1999.)
- Robinson, Ira. "The Invention of American Jewish History." American Jewish History (1994): 309–320. in JSTOR
- Sussman, Lance J. "'Historian of the Jewish People': A Historiographical Reevaluation of the Writings of Jacob R. Marcus." American Jewish Archives  50.1/2 (1998): 10–21. online
- Whitfield, Stephen J. In Search of American Jewish Culture. 1999
- Yerushalmi, Yosef Hayim. Zakhor: Jewish history and Jewish memory (University of Washington Press, 2012)